# Střední škola aplikované kybernetiky Hradec Králové
Střední škola aplikované kybernetiky Hradec Králové si klade za cíl vychovávat odborníky na výpočetní a automatizační techniku. Jedná se o školu soukromou, na níž se školné platí každým rokem studia (65 000,– za rok). Velký důraz je kladen především na samostatnost a logické myšlení při řešení problémů. Studenti střední školy aplikované kybernetiky v Hradci Králové si mohou vybrat z oboru počítačové grafiky, výpočetní techniky nebo výpočetní techniky se zaměřením na programování. Délka studia je čtyřletá a je zakončena maturitou.
V areálu školy je pro každého studenta připraveno připojení na internet (1000 Mbit/s), možnost ubytování přímo v areálu školy v domově mládeže a také možnost stravování.